# Matteröds församling
Matteröds församling var en församling i Lunds stift och i Hässleholms kommun. Församlingen uppgick 2010 i Tyringe församling.

## Administrativ historik
Församlingen har medeltida ursprung. 
Församlingen var till 1962 annexförsamling i pastoratet Brönnestad och Matteröd. Från 1962 till 2010 var den annexförsamling i pastoratet Finja,  Hörja och Matteröd som från senast 1998 även omfattade Röke och Västra Torups församlingar.. Församlingen uppgick 2010 i Tyringe församling.

## Kyrkor
- Matteröds kyrka